# Andromeda Girl
Andromeda Girl is het zevende studioalbum van Earth & Fire.
Het album liet wat op zich wachten. Earth & Fire kreeg naar aanleiding van hun vorige album Reality Fills Fantasy met hit Weekend veel verzoeken tot optredens binnen tot in Scandinavië aan toe. Toen het succes wegebde trok de band opnieuw met muziekproducent Gerrit-Jan Leenders de Soundpush Studio in om de opvolger op te nemen. Onder leiding van geluidstechnicus Jan Schuurman kwam de voor Earth & Fire gebruikelijke mix van symfonische rock en commerciële pop tot stand. Manager Frits Hirschland was aanwezig als executive-producer. Het Algemeen Dagblad van 17 september 1981 had het over kwaliteitspop. OOR's Pop-encyclopedie (versie 1982) zag in dit album het logische vervolg op het vorige.   
Hirschland was ook manager van Kayak waarvoor Leenders ook wel achter de knoppen zat. De binding met Kayak is terug te vinden in de medewerking van Max Werner en Edward Reekers in de titeltrack. Bovendien staat Ton Scherpenzeel in de rubriek “thank you”, net als Frans Mijts, Rick van der Linden en Rein van den Broek.
Het album stond negen weken in de Album Top 50 met als hoogste notering plaats 6. De single Dream kwam niet verder dan de 19e plaats in de Nationale Hitparade.

## Musici
- Jerney Kaagman - zang
- Ron Meijes-  gitaar
- Gerard Koerts- toetsen
- Bert Ruiter - basgitaar, gitaar
- Ab Tamboer - drumstel

Met
- Benny Behr – viool en leider strijkje
- Fred Leeflang – saxofoon
- Chris Koerts – gitaar
- Eddie Connard – percussie
- Max Werner, Edward Reekers, Lisa Schulte-Nordholt, Chris Koerts - achtergrondzang

## Muziek
| Nr. | Titel                                                                                 | Duur  |
| --- | ------------------------------------------------------------------------------------- | ----- |
| 1.  | Dream (Gerard Koerts)                                                                 | 3:03  |
| 2.  | Singer in the rain (Chris Koerts, Hans Ziech)                                         | 3:08  |
| 3.  | Andromeda Girl (Bert Ruiter, Gerard Koerts, Jerney Kaagman, Chris Koerts, Hans Ziech) | 11:57 |
| 4.  | What more could you desire (Tamboer)                                                  | 3:01  |
| 5.  | Tell me why (Gerard Koerts)                                                           | 3:08  |
| 6.  | Love is an ocean (Bert Ruiter, Jerney Kaagman)                                        | 3:57  |
| 7.  | You (Ron Meijes)                                                                      | 4:36  |
| 8.  | From shore to shore (Chris Koerts, Hans Ziech)                                        | 3;13  |
| 9.  | Just one chance (Bert Ruiter, Jerney Kaagman)                                         | 4:16  |